# روزر اسمیت
روزر اسمیت (انگلیسی: Rosaire Smith; ۹ ژانویهٔ ۱۹۱۴ – ۶ آوریل ۱۹۹۹) وزنه‌بردار اهل کانادا بود.
وی در مسابقات کشوری و بین‌المللی در مجموع برندهٔ ۱ مدال برنز شده‌است.